# Przedsionek oddechowy
Przedsionek oddechowy − część układu oddechowego pratchawców.
Przedsionki oddechowe stanowią zagłębienia w worze powłokowo-mięśniowym. Na ich dnie uchodzą kapilary, wchodzące w skład tchawkowego systemu oddechowego pazurnic. Otworki kapilar nie są zamykane, a sam narząd nie jest homologiczny z przetchlinkami u stawonogów.